# Герб Няндомского района
Герб Няндомского района — герб одного из муниципальных районов Архангельской области.

## Описание герба
«В скошенном лазорево-зелёном поле — левая червленая перевязь, поверх всего — золотое колесо, сопровождаемое в перевязи двумя таковыми же шишками».
«В скошенном лазорево-зелёном поле — левая червлёная перевязь, поверх всего — золотое с восемью спицами колесо, сопровождаемое в перевязи двумя таковыми же шишками».

## Обоснование символики
Лазоревый (синий) цвет олицетворяет речку Няндомку.
Зелёный цвет символизирует лес, подчеркивая то, что в переводе с финно-угорского слово «Няндома» означает «сосновая земля», «богатая земля».
Червлёная (красная) перевязь — символ труда, мужества, жизнеутверждающей силы — аллегорически символизирует тружеников района и их ратный труд.
Паровозное колесо символизирует основы экономического развития региона, начало которому дала железная дорога.
Герб утвержден решением седьмой сессии Собрания депутатов Няндомского района в апреле 2010 года
Герб внесен в Государственный геральдический регистр Российской Федерации под № 6100 в июле 2010 года.
Герб Няндомского района разработан коллективом Союза геральдистов России. Идея герба принадлежит Олегу Анатольевичу Милусю (г. Москва).